# 1780 na ciência

## Nascimentos
| Data          | Nome                 | Profissão | Nacionalidade    | Observações                    | Ref   |
| ------------- | -------------------- | --------- | ---------------- | ------------------------------ | ----- |
| 24 de janeiro | William Henry Fitton | geólogo   | Reino da Irlanda | m. 1861 Medalha Wollaston 1852 | [ 1 ] |

## Mortes
| Data | Nome | Profissão | Nacionalidade | Observações | Ref |
| ---- | ---- | --------- | ------------- | ----------- | --- |

## Prémios
Medalha Copley
- Samuel Vince[2]